# Carex burttii
Carex burttii är en halvgräsart som beskrevs av Henry John Noltie. Carex burttii ingår i släktet starrar, och familjen halvgräs. Inga underarter finns listade i Catalogue of Life.